# Arenaria eliasiana
Arenaria eliasiana là loài thực vật có hoa thuộc họ Cẩm chướng. Loài này được Kit Tan & Sorger mô tả khoa học đầu tiên năm 1987.